# Pongrácfalva
Pongrácfalva (szlovákul: Pongrácovce, németül: Pongratzowitz) falu Szlovákiában, az Eperjesi kerület Lőcsei járásában.

## Fekvése
Szepesváraljától 6 km-re keletre, a Pongrác-patak völgyében fekszik.

## Története
A régészeti leletek tanúsága szerint már a korai bronzkorban éltek a területén emberek.
1297-ben „Pangrach” néven említik először, nevét egykori birtokosáról, Fiacs fia Pongrácról kapta. 1408-ban „Pangrachffalua”, 1410-ben „Pongrachfalwa”, 1429-ben „Pancraczfalua” alakban szerepel a forrásokban. Több nemesi család birtoka volt, köztük a Horváth-Kiserich családé. 1787-ben 22 házában 174 lakos élt.
A 18. század végén Vályi András így ír róla: „PONGRÁCZFALVA. Pongraczovce. Tót falu Szepes Vármegyében, földes Ura Gróf Csáky Uraság, lakosai katolikusok, és másfélék is, fekszik Mintszenthez közel, mellynek filiája, ámbár legelője szoros, de mivel határja termékeny, piatzozása is közel van, első osztálybéli.”
1828-ban 25 háza és 185 lakosa volt.
Fényes Elek 1851-ben kiadott geográfiai szótárában így ír a faluról: „Pongráczfalva, tót falu, Szepes vmegyében, Mindszent fil., 184 kath. lak. F. u. Reviczky. Ut. p. Lőcse.”
A trianoni diktátum előtt Szepes vármegye Szepesváraljai járásához tartozott.

## Népessége
| Év:            | 1994. | 2004.    | 2014. | 2024.    |
| -------------- | ----- | -------- | ----- | -------- |
| Emberek száma: | 114   | 100      | 111   | 140      |
| Eltérés:       |       | -12,28 % | +11 % | +26,12 % |

| Év:            | 2023. | 2024.   |
| -------------- | ----- | ------- |
| Emberek száma: | 135   | 140     |
| Eltérés:       |       | +3,70 % |

1910-ben 141, túlnyomórészt szlovák anyanyelvű lakosa volt.
2001-ben 109 lakosából 108 szlovák volt.
2011-ben 97 lakosából 96 szlovák volt.

## Nevezetességei
- Szent Szaniszló tiszteletére szentelt római katolikus temploma a 13. században épült, 1758-ban megújították. Gótikus falfestményei a 14. század közepén készültek, gótikus Madonna-szobra a 14. század közepén készült, Szent Sebestyén szobra a 15. század végéről való.